# 梅尔维尔半岛

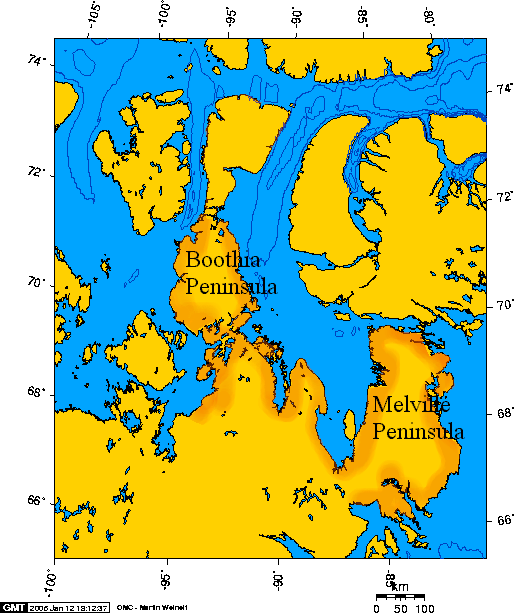
梅尔维尔半岛和布西亚半岛。

梅尔维尔半岛（英語：Melville Peninsula）位于加拿大北部努纳武特地区，东临福克斯湾，西滨布西亚湾，北隔弗里和赫克拉海峡与巴芬岛相望，南隔弗罗曾海峡与南安普顿岛相邻。西南通过雷地峡（Rae Isthmus）与大陆相连。长400公里，宽70－135公里。